# Liste des khans djaghataïdes
 (mars 2024).
La mise en forme du texte ne suit pas les recommandations de Wikipédia : il faut le « wikifier ».
Les points d'amélioration suivants sont les cas les plus fréquents. Le détail des points à revoir est peut-être précisé sur la page de discussion.
- Les titres sont pré-formatés par le logiciel. Ils ne sont ni en capitales, ni en gras.
- Le texte ne doit pas être écrit en capitales (les noms de famille non plus), ni en gras, ni en italique, ni en « petit »…
- Le gras n'est utilisé que pour surligner le titre de l'article dans l'introduction, une seule fois.
- L'italique est rarement utilisé : mots en langue étrangère, titres d'œuvres, noms de bateaux, etc.
- Les citations ne sont pas en italique mais en corps de texte normal. Elles sont entourées par des guillemets français : « et ».
- Les listes à puces sont à éviter, des paragraphes rédigés étant largement préférés. Les tableaux sont à réserver à la présentation de données structurées (résultats, etc.).
- Les appels de note de bas de page (petits chiffres en exposant, introduits par l'outil «  Source ») sont à placer entre la fin de phrase et le point final[comme ça].
- Les liens internes (vers d'autres articles de Wikipédia) sont à choisir avec parcimonie. Créez des liens vers des articles approfondissant le sujet. Les termes génériques sans rapport avec le sujet sont à éviter, ainsi que les répétitions de liens vers un même terme.
- Les liens externes sont à placer uniquement dans une section « Liens externes », à la fin de l'article. Ces liens sont à choisir avec parcimonie suivant les règles définies. Si un lien sert de source à l'article, son insertion dans le texte est à faire par les notes de bas de page.
- La présentation des références doit suivre les conventions bibliographiques. Il est recommandé d'utiliser les modèles {{Ouvrage}}, {{Chapitre}}, {{Article}}, {{Lien web}} et/ou {{Bibliographie}}. Le mode d'édition visuel peut mettre en forme automatiquement les références.
- Insérer une infobox (cadre d'informations à droite) n'est pas obligatoire pour parachever la mise en page.

Pour une aide détaillée, merci de consulter Aide:Wikification.
Si vous pensez que ces points ont été résolus, vous pouvez retirer ce bandeau et améliorer la mise en forme d'un autre article.
Les khans djaghataïdes étaient les monarques du khanat de Djaghataï depuis l'héritage de l'État par Djaghataï en 1227 jusqu'à leur destitution du pouvoir par les Dzoungars et leurs vassaux en 1687. Le pouvoir des khans djaghataïdes variait ; dès ses débuts, le khanat était l'un des États mongols les plus faibles et ses dirigeants n'étaient souvent que des figures de proue pour des conquérants ambitieux (voir Kaidu et Timur).

## Khans du khanat de Djaghataï
| Personal Name | Reign                  | Religion  |
| --- | ---------------------- | --------- |
| Djaghataï Modèle:Nastaliq | 1226–1242 CE           | Tengrisme |
| Qara Hülëgü Modèle:Nastaliq | 1242–1246 CE 1st Reign | Tengrisme |
| Yesü Möngke Modèle:Nastaliq | 1246–1252 CE           | Tengrisme |
| Qara Hülëgü Modèle:Nastaliq | 1252 CE 2nd Reign      | Tengrisme |
| Mubarak Shah Modèle:Nastaliq His mother Orqina Khatun was regent during this time | 1252–1260 CE 1st Reign | Islam     |
| Alghu bin Baidar Modèle:Nastaliq | 1260–1266 CE           | Tengrisme |
| Mubarak Shah Modèle:Nastaliq | 1266 CE 2nd Reign      | Islam     |
| Ghiyas-ud-din Baraq Modèle:Nastaliq | 1266–1270 CE           | Islam     |
| Kaidu bin Kashin et son fils Chapar bin Kaidu sont de facto Khans de 1270 à 1304. |                        |           |
| Negübei Modèle:Nastaliq Under Kaidu bin Kashin | 1270–1272 CE           | Islam     |
| Buqa Temür Modèle:Nastaliq Under Kaidu bin Kashin | 127?–1282 CE           | Islam     |
| Duwa Modèle:Nastaliq Under Kaidu bin Kashin & Chapar bin Kaidu | 1282–1306 CE           | Islam     |
| Restoration du Khanat Chagatai independence. |                        |           |
| Duwa Modèle:Nastaliq | 1306–1307 CE           | Islam     |
| Könchek Modèle:Nastaliq | 1307–1308 CE           | Islam     |
| Taliqu Modèle:Nastaliq | 1308–1309 CE           | Islam     |
| Kebek Modèle:Nastaliq | 1309–1310 CE 1st Reign | Tengrisme |
| Esen Buqa I Modèle:Nastaliq | 1310–1318 CE           | Tengrisme |
| Kebek Modèle:Nastaliq | 1318–1325 CE 2nd Reign | Tengrisme |
| Eljigidey Modèle:Nastaliq | 1325–1329 CE           | Tengrisme |
| Duwa Temür Modèle:Nastaliq | 1329–1330 CE           | Islam     |
| Ala-ad-din Tarmashirin Modèle:Nastaliq | 1331–1334 CE           | Islam     |
| Buzan Modèle:Nastaliq | 1334–1335 CE           | Tengrisme |
| Changshi Modèle:Nastaliq | 1335–1338 CE           | Tengrisme |
| Yesun Temur Modèle:Nastaliq | 1338–1342 CE           | Tengrisme |
| Ali Sultan Modèle:Nastaliq | 1342 CE                | Islam     |
| Muhammad I ibn Pulad Modèle:Nastaliq | 1342–1343 CE           | Islam     |
| Qazan Khan ibn Yasaur Modèle:Nastaliq | 1343–1346 CE           | Islam     |
| Qazan's death signified the end of the effective power of the Chagatai khans within the ulus; subsequent khans were rulers in name only. Qazaghan took the title of Amir and to legitimize himself conferred the title of khan on descendants of Genghis Khan of his own choosing. |                        |           |
| Danishmendji Modèle:Nastaliq Under Amir Qazaghan | 1346–1348 CE           | Islam     |
| During Amir Qazaghan's reign the Chagatai Khanate devolved into a loose confederation of tribes. This resulted in the Division of the Empire in 1347 CE into the Western Chagatai Khanate and Eastern part known as Moghulistan under Tughlugh Timur.                              |                        |           |

## Khans du Chagatai Khanat occidental et du Chagatai Khanat oriental (Moghulistan)
| Bayan Qulï Modèle:Nastaliq Under Amir Qazaghan & Abdullah bin Qazaghan 1348–1358 CE | Tughlugh Timur Modèle:Nastaliq 1347–1360 CE                    |
| Shah Temur Modèle:Nastaliq Under Abdullah bin Qazaghan 1358 CE |                                                                |
| Tughlugh Timur 1361–1363 CE |                                                                |
| Adil-Sultan Modèle:Nastaliq Under Tribal Confederation of Amir Husayn and Amir Timur 1363 CE | Ilyas Khoja Modèle:Nastaliq 1363–1368 CE                       |
| Khabul Shah Modèle:Nastaliq Under Amir Husayn 1364–1370 CE | Qamar-ud-din Khan Dughlat Modèle:Nastaliq Usurper 1368–1392 CE |
| Soyurghatmïsh Khan Modèle:Nastaliq Under Amir Timur 1370–1388 CE |                                                                |
| Sultan Mahmud Khan Modèle:Nastaliq Under Amir Timur. Sultan Mahmud's death in 1402 marked the effective end of the line of Chagatai Khans in Transoxiana, who had long been mere figureheads and the rise of Timurid dynasty. 1388–1402 CE | Khizr Khoja Modèle:Nastaliq 1389–1399                          |

## Khans du Moghulistan
| Titular Name(s)                                                                           | Personal Name                             | Reign                  |
| ----------------------------------------------------------------------------------------- | ----------------------------------------- | ---------------------- |
| Khan Modèle:Nastaliq                                                                      | Tughlugh Timur Modèle:Nastaliq            | 1348–1363 CE           |
| Khan Modèle:Nastaliq                                                                      | Ilyas Khoja Modèle:Nastaliq               | 1363–1368 CE           |
| Khan Modèle:Nastaliq                                                                      | Qamar-ud-din Khan Dughlat Modèle:Nastaliq | 1368–1392 CE           |
| Khan Modèle:Nastaliq                                                                      | Khizr Khoja Modèle:Nastaliq               | 1389–1399 CE           |
| Khan Modèle:Nastaliq                                                                      | Shams-i-Jahan Modèle:Nastaliq             | 1399–1408 CE           |
| Khan Modèle:Nastaliq                                                                      | Muhammad Khan Modèle:Nastaliq             | 1408–1415 CE           |
| Khan Modèle:Nastaliq                                                                      | Naqsh-i-Jahan Modèle:Nastaliq             | 1415–1418 CE           |
| Khan Modèle:Nastaliq                                                                      | Awais Khan Modèle:Nastaliq                | 1418–1421 CE 1st reign |
| Khan Modèle:Nastaliq                                                                      | Sher Muhammad Modèle:Nastaliq             | 1421–1425 CE           |
| Khan Modèle:Nastaliq                                                                      | Awais Khan Modèle:Nastaliq                | 1425–1429 CE 2nd reign |
| Khan Modèle:Nastaliq                                                                      | Satuq Khan Modèle:Nastaliq                | 1429–1434 CE           |
| Khan Modèle:Nastaliq                                                                      | Esen Buqa II Modèle:Nastaliq              | 1429–1462 CE           |
| Division du Moghulistan entre l'ouest Moghulistan (Yarkent) et l'est Moghulistan (Turpan) |                                           |                        |

## Khans du Moghulistan occidental (Yarkent) et Khans du Moghulistan oriental (Turpan)
| Yunus Khan Modèle:Nastaliq 1462–1469 CE | Dost Muhammad Khan Modèle:Nastaliq 1462–1468 CE                                                |  |  |
| | Kebek Sultan Oghlan Modèle:Nastaliq 1469 CE                                                    |  |  |
| Yunus Khan Modèle:Nastaliq 1469–1487 CE |                                                                                                |  |  |
| Mahmud Khan Modèle:Nastaliq 1487–1508 CE | Ahmad Alaq Modèle:Nastaliq 1487–1503 CE                                                        |  |  |
| | Mansur Khan Modèle:Nastaliq 1503–1508 CE                                                       |  |  |
| Mansur Khan Modèle:Nastaliq 1508–1514 CE |                                                                                                |  |  |
| Sultan Sa'id Khan Modèle:Nastaliq 1514–1533 CE | Mansur Khan Modèle:Nastaliq 1514–1548 CE                                                       |  |  |
| Abdur-Rashid Khan Modèle:Nastaliq 1533–1560 CE | Shah Khan Modèle:Nastaliq 1543–1560 CE                                                         |  |  |
| Abdul Karim Khan (Yarkand) Modèle:Nastaliq 1560–1591 CE Muhammad Sultan (Yarkand) Modèle:Nastaliq 1592-1609 CE Shudja ad Din Ahmad Khan (Yarkand) Modèle:Nastaliq 1609-1618 CE | Abul Muhammad Khan (Turpan) Modèle:Nastaliq 1570 CE Sufi Khan (Turpan) Modèle:Nastaliq 1570 CE |  |  |
| |                                                                                                |  |  |

## Les successeurs de Saïd Khan (Yarkent Khanate)

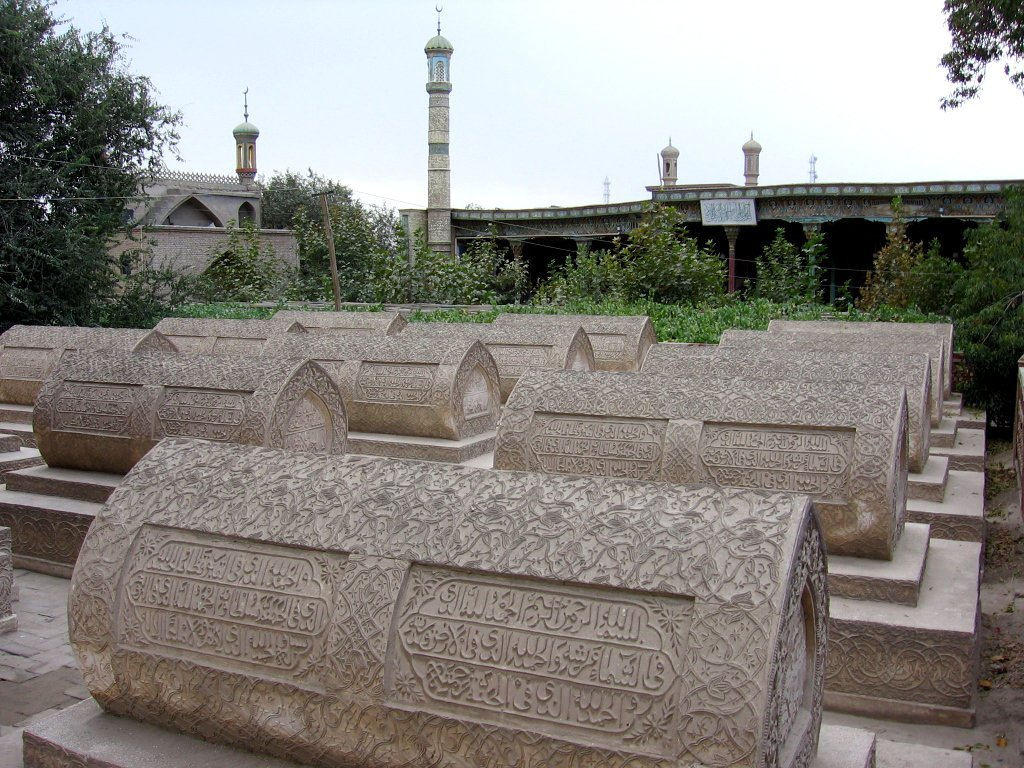
Tombes des Khans Moghols du Khanat de Yarkand dans le cimetière royal d' Altyn à Yarkand

- Abdurashid Khan (in Aksu 1521–1533) 1533–1560, fils de Sultan Said Khan
- Abdul Karim Khan (Yarkand) 1560–1591, fils ainé de Abdurashid Khan
- Muhammad Khan (in Turfan 1588–1591) 1591–1610, cinquième fils de Abdurashid Khan.
- Shudja ad Din Ahmad Khan 1610–1618, fils de Muhammad Khan, petit-fils de Abdurashid Khan.
- Kuraysh Sultan 1618, fils de Yunus Sultan, petit-fils Abdurashid Khan.
- Abd al-Latif (Afak) Khan 1618–1630, second fils de Shudja ad-Din Ahmad Khan.
- Sultan Ahmad Khan (Pulat Khan) 1630–1633, fils ainé de Timur Sultan, fils de Shuja ad-Din Ahmad Khan.
- Mahmud Sultan (Qilich Khan) 1633–1636, second fils de Timur Sultan.
- Sultan Ahmad Khan (Pulat Khan) 1636–1638,
- Abdullah Khan (in Turfan 1634/5–1638/9) 1638–1669, fils ainé Abduraim Khan, petit fils Abdurashid Khan.
- Nur ad-Din Sultan ( in Aksu 1649–1667) 1667–1668 en Kashgar et Yengisar, fils cadet de Abdullah Khan,
- Ismail Khan (in Chalish 1666–1669, in Aksu 1669–1670) 1669, cinquième fils d'Abduraim Khan, petit fils d'Abdurashid Khan,
- YuIbars Khan ( In Kashgar 1638–1667) 1669–1670, fils ainé d'Abdullah Khan,
- Abd al Latif Sultan 1670, fils de Yulbars Khan,
- Ismail Khan 1670–1678, restorée le 2 avril 1670par Kara Taghliks,
- Abd ar-Rashid Khan II (in Turfan 1680–1682) 1678–1680, fils ainé de Sultan Said Baba Khan,
- Muhammad Imin Khan (Muhammad Amin Khan) (in Turfan 1682–1690) 1680–1681 en Chalish, second fils de Sultan Said Baba Khan
- Appak Khoja 1680–1690, décédé en 1694,
- Muhammad Imin Khan (Muhammad Amin Khan) 1690–1692,
- Yahiya Khoja (in Kashgar 1690–1692) 1692–1695, fils de Appak Khoja,
- Hanim Pasha (Hanum Padshah) 1695, sœur de Muhammad Imin Khan, épouse d'Appak Khoja, tuée en 1695
- Akbash Khan 1695–1705, fils cadet de Sultan Said Baba Khan, arrière-petit-fils d'Abdurashid Khan,

## Successeurs de Mansur Khan ( Turpan Khanate )
Les successeurs suivants de Mansur Khan possédaient les titres de Petits Khans siégeant à Turpan, contrairement aux Grands Khans siégeant à Yarkand.
- Shah Khan 1543-1570, fils aîné de Mansur Khan
- Muhammad Khan ibn Mansur Khan, 1570
- Koraish Sultan (Khotan 1533-1588 ; Chalish 1570-1588) 1570-1588, fils d' Abdurashid Khan, expulsé en Inde en 1588 par Abdul Karim Khan, où il fut reçu par l'empereur moghol Akbar le Grand, qui lui donna l'une des régions de L'Inde en suyurgal.
- Muhammad Khan (en Kashgaria 1591-1610), 1588-1591, fils d' Abdurashid Khan
- Abduraim Khan 1591-1636, plus jeune fils d' Abdurashid Khan
- Muhammad Khashim Sultan (en Chalish ) 1608-1610, fils de Khudabende Sultan, fils de Koraish Sultan
- Abdullah Khan (en Chalish, en Kashgaria 1638-1669) 1636-1638, fils aîné d'Abduraim Khan
- Abu'l Muhammad Khan 1636-1653, fils d'Abduraim Khan
- Sultan Said Baba Khan (à Kumul 1636-1653) 1653, décédé en 1680 à l'âge de 53 ans, 4e fils d'Abduraim Khan
- Ibrahim Sultan (à Khotan 1638-1653) 1653-1655, fils d'Abduraim Khan, fut tué en 1655
- Sultan Said Baba Khan (restauré) 1655-1680
- Abd ar-Rashid Khan II (en Chalish 1678-1680) 1680-1682, fils aîné du sultan Said Baba Khan, décédé en 1694
- Muhammad Imin Khan ( Muhammad Amin Khan ) 1682-1690, deuxième fils du sultan Said Baba Khan, arrière-petit-fils d' Abdurashid Khan

## Arbre généalogique

### Descendance de Chagatai
- Chagatai, (22/12/1183 - 1/7/1242), Khagan en 1227;
  - Mutukan, (1200 - 1221);
    - Büri, (v.1220 - 1252), Khan;
      - Qadaqchi, (v.1240 - ?);
        - Buqa Temür, (v.1260 - 1282), Khan en 1272;
          - Ulugh-Timur, (v.1280 - ?);
            - Yasa'ur, (v.1300 - 1320);
              - Qazan, (v.1320 - 1346), Khan en 1343;
                - Bibi Khanoum, (v.1341 - v.1408), épouse de Tamerlan

        - Taliku, (v.1265 - 1309), Khan en 1308;

    - Yesünto'a, (v.1221 - ?);
      - Barak, (v.1245 - 1271), Khan en 1266;
        - Douwa, (v.1265 - 1307), Khan en 1282;
          - Kundjuk, (v.1285 - 1308), Khan en 1307;
            - Pulad, (v.1305 - ?);
              - Muhammad ibn Pulad, (v.1325 - 1343), Khan en 1342;
                - Adil Sultan, (v.1343 - 1363), Khan en 1363;

          - Esen Buqa, (v.1286 - 1318), Khan en 1310;
          - Kebek, (v.1287 - 1326), Khan en 1309/10 puis en 1318/25;
          - Eljigidey, (v.1288 - 1329), Khan en 1326;
            - Dorji, (v.1310 - ?);
              - Khabul Shah, (v.1335 - 1370), Khan en 1364;

          - Duwa Temür, (v.1290 - 1330), Khan en 1329;
            - Buzan, (v.1310 - 1335), Khan en 1333;

          - Tarmachirin, (v.1291 - 1334), Khan en 1331;
          - Ebugen, (v.1292 - ?);
            - Changshi, (v.1310 - 1337), Khan en 1335;
            - Yesun Temur Khan, (v.1312 - 1339), Khan en 1337;
              - Shah Temur, (v.1335 - 1358), Khan en 1358;

          - Surgatu, (v.1294 - ?);
            - Bouyankouli, (v.1315 - 1358), Khan en 1348;

          - Emil Khoja, (v.1295 - ?);
            - Tughlugh Timur, (v.1313 - 1363), Khan en 1360;
              - Ilyas Khoja, (v.1335 - 1368), Khan en 1363;
              - Khizr Khoja, (v.1363 - 1399), Khan en 1390;
                - Tukal Khanum, (v.1385 - ?), épouse de Tamerlan;
                - Shams-i-Jahan, (v.1385 - 1408), Khan en 1399;
                  - Husn Nigar Khanika, (v.1403 - ?), épouse d'Ulugh Beg;
                  - Mihr Nigar Khanika, (v.1405 - ?), épouse de Muhammad Juki.
                  - Naqsh-i-Jahan, (v.1405 - 1418), Khan en 1415;

                - Malikat Agha, (v.1386 - av.1447), épouse de Umar Shaikh Mirza puis de Chahrokh;
                - Muhammad Khan, (v.1386 - 1415), Khan en 1408;
                - Shir Ali Oglan, (v.1385 - ?);
                  - Uwais Khan, (v.1400 - 1429), Khan en 1418;
                    - Yunus Khan, (v.1416 - 1487), Khan en 1462;
                      - Sultan Mahmud Khan, (1464 - 1508), Khan en 1487;
                        - Sultan Muhammad Sultan;
                        - Baba Khan;
                        - Zainab Sultan Khanum, épouse de Sultan Saïd Khan;
                        - Aisha Sultan Khanum, épouse de Muhammad Chaybani;
                        - Qutlugh Khanum, épouse de Jani Beg Khan Uzbeg;

                      - Ahmad Alap, (1465 - 1/1504), Khan en 1487;
                        - Mansur Khan, (v.1483 - 1543), Khan en 1503;
                          - Shah Khan, (v.1510 - 1570), Khan en 1545;

                        - Sultan Saïd Khan, (1487 - 9/7/1533), Khan en 1514;
                          - Abdurashid Khan, (1508 - 1560), Khan en 1533;
                            - Abd al-Latif Sultan, (1526 - 1555);
                            - Abdul Karim Khan, (1529 - 1591), Khan en 1560;
                            - Muhammad Sultan, (1538 - 1610), Khan en 1592;
                              - Shudja ad Din Ahmad Khan, (1570 - 1618), Khan en 1609:
                                - Temur Sultan, (1592 - 1615);
                                  - Sultan Ahmad, (v.1610 - 1639), Khan en 1630/2 puis en 1635/9;
                                  - Sultan-Mahmud, (v.1612 - 1635), Khan en 1632;

                                - Abdul Latif Khan, (1605 - 1630), Khan en 1618;

                              - Kuraysh Sultan;
                                - Khudabanda, (v.1560 - 1595), Khan en 1583;
                                  - Iskandar Sultan, (v.1580 - 1615), Khan en 1615;

                            - Yunus Sultan;
                              - Sharaf al-Din, (v.1570 - 1615), Khan en 1615;
                              - Kuraysh-Sultan, (v.1575 - 1618), Khan en 1618;

                            - Abdur Rahim, (v.1559 - 1635), Khan en 1595;
                              - Abdallah Khan, (v.1608 - 30/10/1675), Khan de 1635 à 1667;
                                - Yulbars Khan, (1638 - 1670), Khan en 1668;
                                  - Abdul Latif, (v.1655 - 1670), Khan en 1669;

                              - Abu'l Muhammad, (v.1610 - 1653), Khan en 1639;
                              - Ibrahim, (v.1611 - 1655), Khan en 1653;
                              - Ismail Khan, (v.1612 - 1680), Khan de 1670 à 1678;
                              - Baba, (1628 - 1680), Khan en 1653;
                                - Abd ar-Rashid Khan, (v.1640 - 1694), Khan de 1680 à 1682;
                                - Muhammad Amin Khan, (v.1642 - 1694), Khan en 1682;
                                - Akbash Khan, (v.1645 - 1696), Khan en 1694;
                                  - Sultan Ahmad, (v.1670 - 1700), Khan en 1700;

                        - N, (v.1500 - ?);
                          - Muhammad, (v.1520 - 1579), Khan en 1575;
                            - Ahmad, (v.1545 - 1583), Khan en 1579;

                          - Masud, (v.1525 - 1570), Khan en 1565;

                    - Esen Buqa Khan, (v.1420 - 1462), Khan en 1429;
                      - Dost Muhammad Khan, (v.1445 - 1468), Khan en 1462;
                        - Kebek Sultan, (v.1465 - 1472), Khan en 1468;

                - Sher Muhammad, (v.1388 - 1425), Khan en 1421;

    - Kara Hülegü, (1221 - 1252), Khan de 1242 à 1246;
      - Mubarak Shah, (v.1245 - 1276), Khan en 1266;